# Władysław Zembaty
Władysław Zembaty (zm. 2022) – polski inżynier, profesor nauk technicznych.

## Życiorys
W 1994 r. uzyskał tytuł profesora nauk technicznych. Był pracownikiem naukowym w Instytucie Energetyki.